# Athetis farinacea
Athetis farinacea là một loài bướm đêm trong họ Noctuidae.